# Radiex

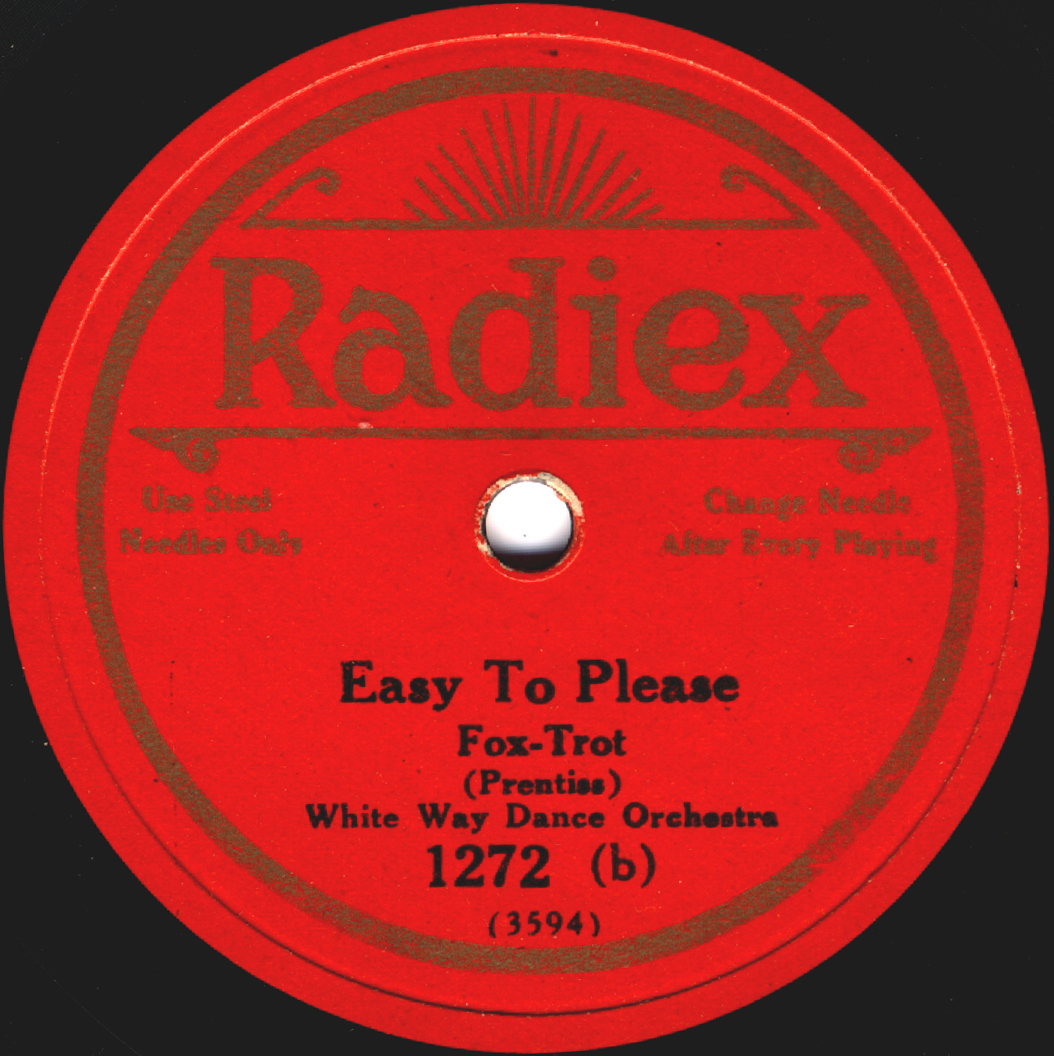
Radiex-etikett från 1925.

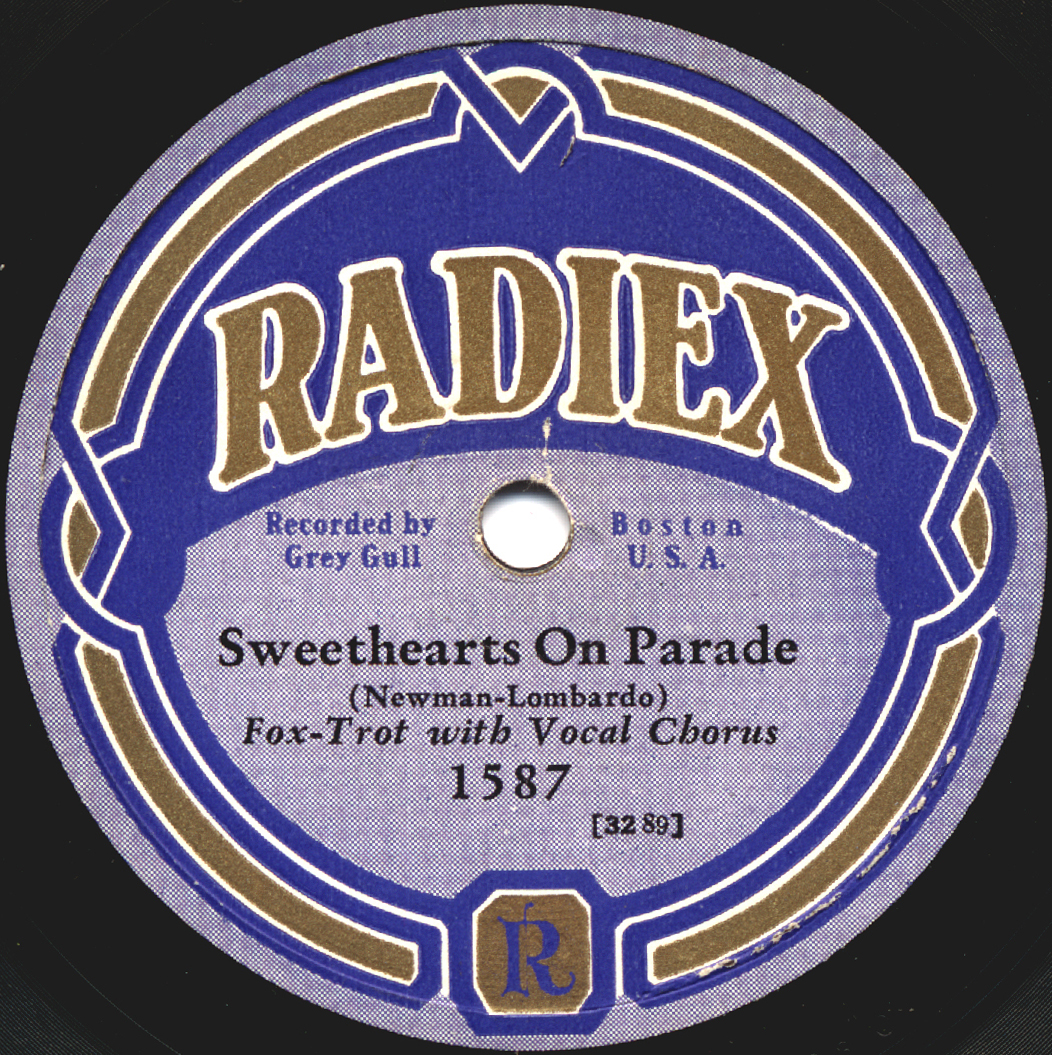
Radiex-etikett från 1929.

Radiex var ett amerikanskt skivmärke utgivet cirka 1922-1930.
De tidigaste utgåvorna på Radiex saknar uppgift om tillverkare, men enligt diskografen Allan Sutton tillverkades märket vid denna tid av The Scranton Button Company. Från 1924 och framåt ägdes och producerades Radiex dock av Bostonbaserade Grey Gull, och blev en av detta bolags mest långlivade sidoetiketter. Åtminstone från denna tid är nästan alla utgåvor på Radiex identiska - i allt från musik och artistuppgifter till katalognummer - med motsvarande utgåvor på moderetiketten Grey Gull. Enstaka avvikelser från detta förekommer dock, bland annat i form av alternativa tagningar av samma titel.